# Django Django (album)
Django Django è il primo ed eponimo album in studio del gruppo rock britannico Django Django, pubblicato nel 2012.
Il disco ha ricevuto la candidatura al Premio Mercury 2012.

## Tracce
1. Introduction – 2:12
2. Hail Bop – 4:03
3. Default – 3:07
4. Firewater – 4:49
5. Waveforms – 4:26
6. Zumm Zumm – 5:19
7. Hand of Man – 2:36
8. Love's Dart – 3:49
9. WOR – 4:49
10. Storm – 3:14
11. Life's a Beach – 3:05
12. Skies Over Cairo – 3:32
13. Silver Rays – 3:50

## Formazione
- Dave Maclean – batteria, percussioni, campionatore
- Vincent Neff – voce, cori, chitarra
- Jim Nixon – cori, basso
- Tommy Grace – sintetizzatore, tastiera